# آکاسیای اسپرا
آکاسیا اسپرا (نام علمی: Acacia aspera) نام یک گونه از سرده آکاسیا است.